# 森林鱷科
森林鱷科（学名：Dyrosauridae）屬於鱷形超目的新鱷類，生活於白堊紀晚期到始新世。化石幾乎遍布在世界各地，尤其是亞洲、歐洲、非洲與美洲。
森林鱷科是少數生存過白堊紀末滅絕事件的海生爬行動物。目前已發現許多屬，但體型與頭骨形狀各異。以森林鱷為例，森林鱷具有修長的頜部，內有眾多牙齒，顯示牠們主要以魚類為食，類似現今的長吻鱷。森林鱷身長可達6公尺，是種大型動物。磷鱷的身長更可達9公尺，口鼻部較短、更寬、咬合力更大，牙齒較大、呈部份圓形，而體型更壯碩。磷鱷的頜部不適合抓住易滑的獵物，顯示牠們採用抓住、壓碎的方式，獵食較大型的海生動物，例如海龜。

## 歷史
森林鱷科一度被認為是亞洲生物群，但最近的發現顯示牠們棲息於幾乎每個大陸。事實上，從原始物種顯示牠們可能起源於北美洲。

## 分類系統
森林鱷科的所知甚少，因為儘管相對地繁盛，但是保存下來的化石不多。儘管如此，Jouve等人在2005年發現森林鱷科是個演化支，根據7個共有衍徵：
- 關節後突（Retroarticular process）的後背側翼位於關節後突的腹側。
- 枕骨粗隆部小。
- 外枕骨對枕骨髁而言較大。
- 上顳孔頭尾大幅延長。
- 骨頭聯合處的寬度大於高度。
- 方顴骨連接至頭顱髁與頜關節的部份大。
- 前上頜骨有四顆牙齒。

### 屬
- 冥河鳄 Acherontisuchus
- 煤鱷 Anthracosuchus
- 阿朗布爾鱷 Arambourgisuchus
- 亞特蘭大鱷 Atlantosuchus
- 塞雷洪鱷 Cerrejonisuchus
- 徹納恩鱷 Chenanisuchus
- 剛果鱷 Congosaurus
- 森林鱷 Dyrosaurus
- ?Fortignathus
- 瓜拉尼鱷 Guarinisuchus
- 下伏鱷 Hyposaurus
- 磷鱷 Phosphatosaurus
- 桿頜鱷 Rhabdognathus
- Sabinosuchus
- 索科托鱷 Sokotosuchus
- 提姆斯鱷 Tilemsisuchus

### 演化樹(2005年)
以下為森林鱷科的可能演化樹（來自於Jouve、Barbosa兩人的個別研究）：
```
森林鱷科 Dyrosauridae

|--
徹納恩鱷
 
Chenanisuchus

`--+--
磷鱷亞科 Phosphatosaurinae

   |  |--
索科托鱷
 
Sokotosuchus

   |  `--
磷鱷
 
Phosphatosaurus

   `--
森林鱷亞科 Dyrosaurinae

      |--
森林鱷
 
Dyrosaurus

      `--+--
阿朗布爾鱷
 
Arambourgisuchus

         |--
瓜拉尼鱷
 
Guarinisuchus

         `--+--
下伏鱷
 
Hyposaurus

            `--+--
剛果鱷
 
Congosaurus

               `--+--
亞特蘭大鱷
 
Atlantosuchus

                  `--
桿頜鱷
 
Rhabdognathus

´
```

位置不明物種：
- 提姆斯鱷（Tilemsisuchus）

另有研究顯示，森林鱷科的最近親為肌鱷與特里鱷（Terminonaris）。

## 外部連結
- Jouve等人的2005年研究 （页面存档备份，存于）（Pdf檔）
- Mikko's Phylogeny Archive Dyrosauridae page
- Paleopedia page on Dyrosauridae （页面存档备份，存于）